# Aaron Ogden

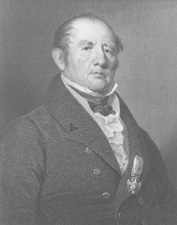
Aaron Ogden

Aaron Ogden, född 3 december 1756 i Elizabethtown (nuvarande Elizabeth), New Jersey, död 19 april 1839 i Jersey City, New Jersey, var en amerikansk politiker (federalist). Han representerade delstaten New Jersey i USA:s senat 1801-1803. Han var guvernör i New Jersey 1812-1813.
Ogden utexaminerades 1773 ur College of New Jersey (numera Princeton University). Han deltog sedan i amerikanska revolutionskriget. Han studerade juridik och inledde 1784 sin karriär som advokat i New Jersey. Han var elektor i presidentvalet i USA 1796. Federalisten John Adams vann valet.
Senator James Schureman avgick 1801 och Ogden tillträdde som senator för New Jersey. Han efterträddes 1803 av John Condit efter att mandatet hade varit vakant i ett halvår på grund av en politisk tvist i delstatens lagstiftande församling.
Ogden efterträdde 1812 Joseph Bloomfield som guvernör i New Jersey. Han efterträddes följande år av William Sanford Pennington.
Ogden var medlem av Cincinnatusorden. Hans grav finns på First Presbyterian Churchyard i Elizabeth, New Jersey.
Ogdens systerson Daniel Haines kom senare också att bli guvernör av New Jersey.